# Glaucium afghanicum
Glaucium afghanicum är en vallmoväxtart som beskrevs av Kitamura. Glaucium afghanicum ingår i Hornvallmosläktet som ingår i familjen vallmoväxter. Inga underarter finns listade i Catalogue of Life.